# 西藏共產黨
西藏共產黨（藏语：བོད་གུང་ཁྲན་ཏང），简称藏共，是中国历史上的一個小型藏族共产主义政党。
1939年，平措汪杰在重庆蒙藏学校秘密成立藏族共产主义革命运动小组。1942年，葛然朗巴·平措汪杰在康定成立星火社。1943年冬，平措汪杰在拉萨将原有的组织改建为雪域共产主义青年同盟（一些文献作“雪域藏族共产主义革命小组”、“高原共产主义运动小组”），将“争取民族解放、实行民主改革”定为当前活动的主要任务。雪域共产主义青年同盟后被称作西藏共产党。与此同时，雪域共产主义青年同盟联系和团结一些具有民族民主思想的上层贵族青年知识界人士，成立外围组织博巴民族统一解放同盟。
该黨致力于团结所有藏族，包括卫藏、安多和康区的藏族。 為此该黨聯繫蘇聯驻华大使館，请求它協助该党在西藏举行社會主義起義。1944年，平措汪杰和昂旺格桑到印度，秘密与印度共产党取得了联系。平措汪杰会见了印共噶伦堡支部负责人、著名医生觉底士，在加尔各答会见了印共中央代表、印共加尔各答支部负责人乔蒂·巴苏。平措汪杰通过印共协助，计划前往苏联，没有成功，便返回西藏。平措汪杰在加尔各答期间，印共方面怕平措汪杰被英方发觉，安排他隐居在中共在加尔各答做地下工作的毕朔望家里。平措汪杰和昂旺格桑回到西藏后，在拉萨、昌都、巴塘等地活动。特别在巴塘知识青年中积极开展活动。1944－1948年，该党与印共一直保持着联系，并委派图旺到印度作为与印共的联系人，期间，还会见过印共总书记普兰·昌德·乔希。
该党一方面在西藏從事民主宣傳，另一方面筹划武装起义、建立革命根据地、开展游击战，以對抗國民黨政权。1945年抗日战争胜利后，平措汪杰等人来到云南藏区德钦，组建起东藏人民自治同盟，准备创建金沙江以东地区的革命根据地。平措汪杰与昂旺格桑分别去重庆，试图与中共负责人周恩来等人联系，以争取指导援助。但此时周恩来等人已经前往南京。1946年，平措汪杰等人以东藏人民自治同盟为核心，准备在阿墩子建立基地，并把武器运往国统区前夕，领导人之一的恭布次仁（海正涛）被国民党暴徒杀害。平措汪杰、昂旺格桑、益西曲批等人死里逃生、幸免于难。平措汪杰和昂旺格桑作为起义的两个主要组织者，被国民党当局以“共党分子”为由正式下令四处张贴告示通缉。1949年7月，平措汪杰和刀登因涉嫌“中共秘密工作人员”，被西藏噶厦政府驱逐出境。他被武装押送经亚东出藏。
1949年9月，平措汪杰等人绕道印度加尔各答到达昆明，与欧根为首的中共滇西北地下党取得联系。滇西北地下党组织听取了平措汪杰的活动情况陈述后，请他办理入党手续。承认平措汪杰的党籍的同时，他领导下的其他藏族共产党员一律转为中共正式党员，但党龄需待建国后请由中央决定。从此，西藏共產黨事实上併入中國共產黨。